# Joseph Navon
Pour les articles homonymes, voir Navon.
Joseph Navon (Jérusalem, 10 janvier 1858 - Paris, 6 avril 1934) est un homme d'affaires hiérosolymitain. Il est le principal responsable de la construction du premier chemin de fer du Moyen-Orient, reliant Jaffa à Jérusalem. Il fut décoré de la croix de chevalier de la Légion d'honneur par le gouvernement français pour ses efforts, ainsi que de la Medjidie en 1893, par le gouvernement ottoman, puis promu au titre de Bey.

## Jeunesse
Navon est né à Jérusalem en 1851, fils du rabbin Eliahu Navon. La famille faisait partie intégrante de l'élite séfarade de Jérusalem. Son père était le représentant des Juifs palestiniens à la Sublime Porte. Il est éduqué dans une yéshiva de Jérusalem et finit son parcours éducatif dans une école marseillaise.

## Chemin de fer Jaffa-Jérusalem

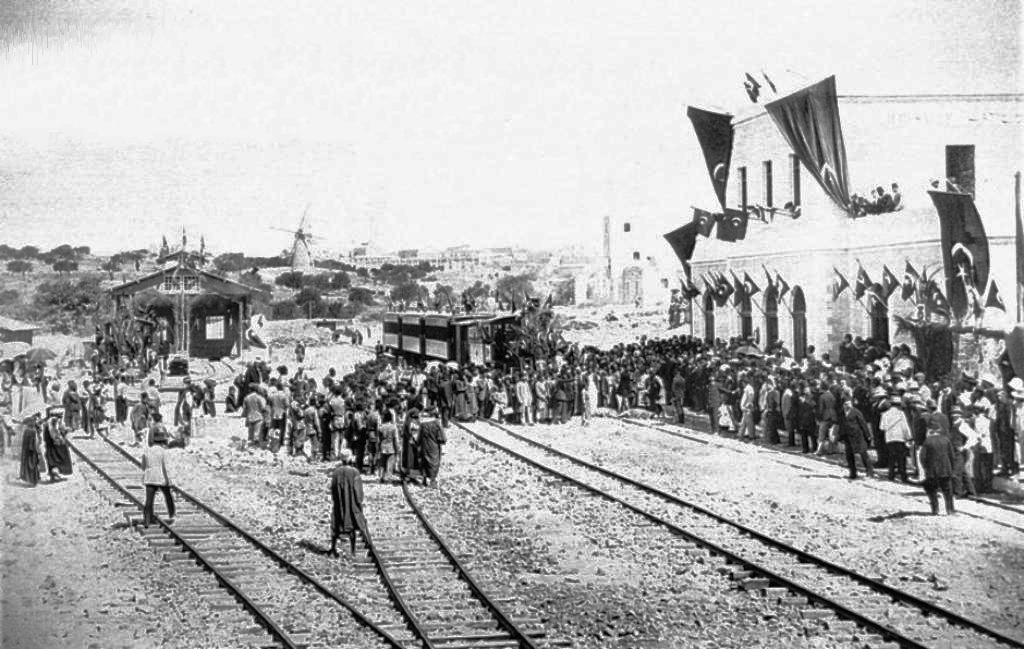
Le premier train arrivant à Jérusalem

Jusqu’en 1885, des tentatives de construction du chemin de fer de Jaffa à Jérusalem (en) sont entreprises par Moïse Montefiore mais toutes échouent. En 1885, Joseph Navon décroche une licence auprès de la Sublime Porte, l’autorisant à entamer la construction. Il était un sujet de l'Empire ottoman et avait des liens avec l'aristocratie ottomane, ce qui lui permit de bénéficier de faveurs. Il passe trois ans à Constantinople à promouvoir son projet et reçoit le 28 octobre 1888 un permis de 71 ans qui lui donne l'autorisation de construire la ligne et aussi de l'étendre à Gaza et Naplouse. Manquant de fonds, Navon part en Europe en 1889 chercher un acheteur pour la concession. Il vend le permis à Camille Collas  pour un million de francs. Le 29 décembre 1889, la Société de Chemin de Fer Ottoman est créée à Paris avec Collas.

## Autres projets

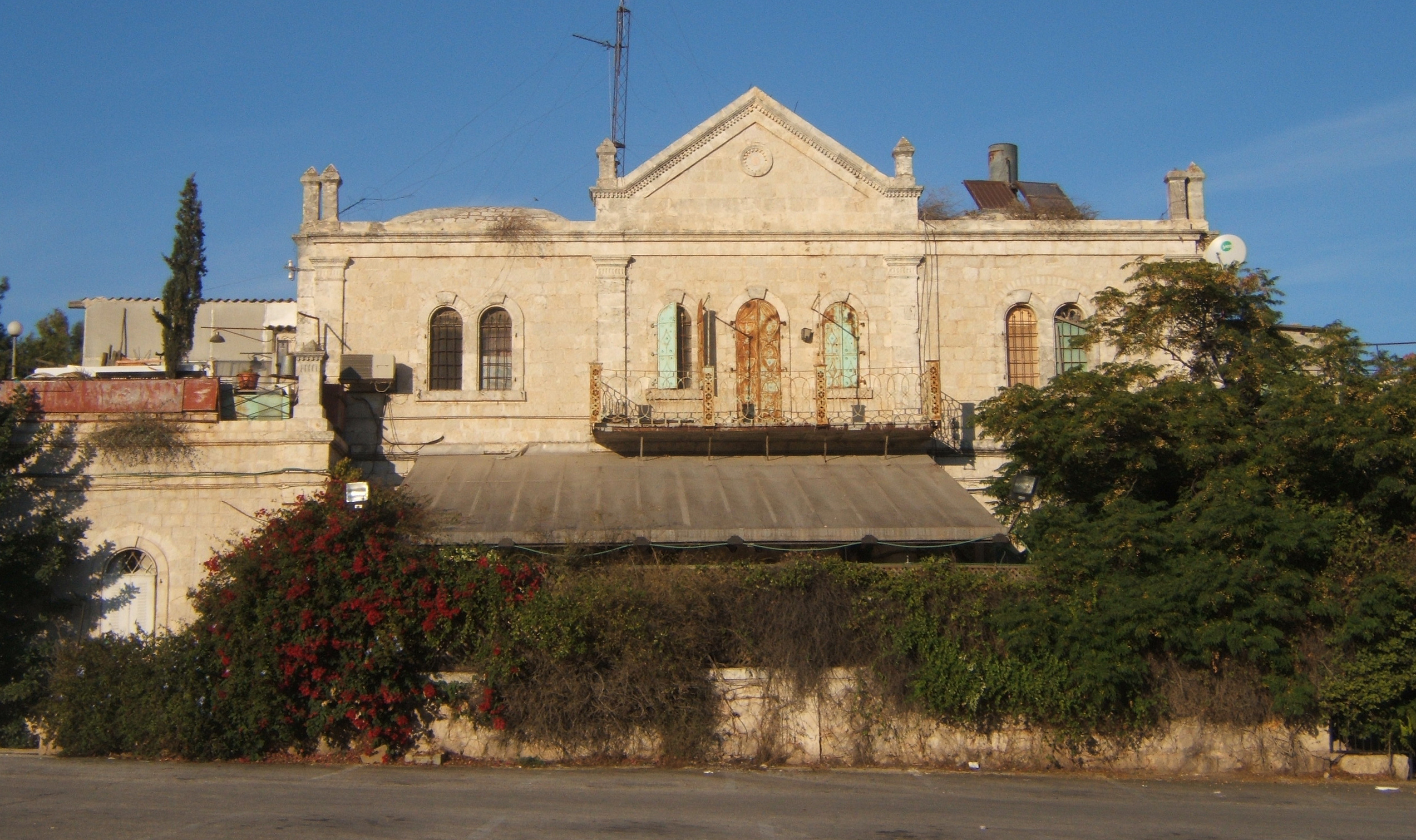
Beth Navon Bey, rue Haneviim, Jérusalem.

Navon rejoint la banque suisse de Johannes Frutiger, et promut différents projets en Palestine ottomane. En 1878, Navon, accompagné de son oncle Haim Amzallag, participe à la construction de la ligne de Petah Tikva et de Rishon LeZion. Ils construisent également des logements pour les nouveaux immigrants et les pauvres de Jérusalem. Navon vient en aide à Frutiger et Shalom Konstrum pour la construction du quartier de Mahané Yehuda en 1887, composé  de 162 habitations. Le quartier est nommé en l'honneur de son frère, Yehuda.
Navon s'engage par la suite à de nombreux projets, notamment la construction d'un nouveau port, des installations électrique et sanitaire à Jérusalem, ainsi que le train de la ville. 
Il décède à Paris en 1934.